# Dalea hallii
Dalea hallii är en ärtväxtart som beskrevs av Asa Gray. Dalea hallii ingår i släktet Dalea, och familjen ärtväxter. Inga underarter finns listade i Catalogue of Life.